# Hobbseus yalobushensis
Hobbseus yalobushensis är en kräftdjursart som beskrevs av Fitzpatrick och Busack 1989. Hobbseus yalobushensis ingår i släktet Hobbseus och familjen Cambaridae. IUCN kategoriserar arten globalt som starkt hotad. Inga underarter finns listade i Catalogue of Life.